# 無敵怪醫角色列表
以下為《無敵怪醫》的人物列表，包括無敵怪醫、新無敵怪醫與無敵怪醫K2。因為後者是前者故事的延續，所以本條目不加以分類區隔。

## 相關人物

### 帝都大學
柳川慎一郎(やながわ しんいちろう)
本作主要角色之一，Kazuya的老師，日本帝都大學醫學部部長，日本外科手術權威，曾獲頒文化勳章及「帝都獎」，有「帝都之柳川」的稱號。為Kazuya父親一堡的好友，亦為Kazuya於帝都大學醫學院求學期間的恩師。
在早期的中譯單行本中，柳川慎一郎的名字被翻成「王學友」。
大垣蓮次(おおがき れんじ)
本作主要角色之一，KAzuya的學長，畢業於日本西川大學醫學院，於帝都大學任教期間擁有「士官長」的稱號，對學弟妹要求極為嚴格。非常賞識Kazuya的人品及能力，Kazuya亦對其十分敬重。離開帝都大學後轉入一家私立大學附設醫院，對醫學日漸感到絕望而離開，自行開業成立「大垣診療所」，參見大垣診療所時期的大垣蓮次。
在早期的中譯單行本中，大垣蓮次的名字被翻成「丁大垣」，佐知子的名字被翻成「于莎琪」。
香田直一(こうだ なおかず)
畢業於日本帝都大學醫學部，Kazuya的同學，個性平和穩重，具有強烈的正義感。精通藥物學，畢業後任職於大島製藥，致力於血栓溶解劑的研究。
在早期的中譯單行本中，香田直一的名字被翻成「田直一」。
磨毛保則(まもう やすのり)
畢業於日本帝都大學醫學部，Kazuya的同學。曾罹患嚴重癌症，痊癒後在醫學部擔任講師。平時穿著隨性，個性亦看似散漫，實則內心對未來的醫學懷有憧憬，認為總有一天這個世界可以不需要有醫生的存在。曾提醒Kazuya在奮力行醫救人的同時，也需偶爾停下腳步稍做休息的重要性。數理能力極為優越，擅於開發醫療器材並取得專利，收入多到可出錢買下校內的一棟建築物，將其命名為「磨毛館」，在館內積極進行完全自動化醫療機器MARS(Medical Automatically Robot System)的研發製造工作。亦曾發明組合式的對戰型電子顯微鏡。
在早期的中譯單行本中，磨毛保則的名字被翻成「毛保華」。
村岡盛澄(むらおか もりずみ)
肄業於日本帝都大學醫學部，大垣與Kazuya的學長，但是在還沒拿到畢業證書前便因戰爭的緣故到前線當兵，因此實際上為無照醫生。後為了取得正式醫師的資格，重回帝都大學唸書，在66歲時已是帝都大學醫學系三年級學生，被其它學生稱為「長老」。以替人治病為其一生的職志。
磯永幸司(いそなが こうじ)
Kazuya於帝都大學醫學部的學弟，擅長內視鏡手術，在KEI獨自開業後，Kazuya找來協助獨自開業後的KEI，後與KEI結婚，生有一子(一已)。
於《無敵怪醫K2》連載時再登場，已與KEI結婚並育有一子(一已)，此時也已經是留美的內視鏡權威，曾勸說一也前往美國學習醫術。

### 西海大學
高品龍一
本作主要角色之一，Kazuya的友人。學生時期就讀西海大學醫學院，就學期間在其學姐助教塚原文江(江媛)的指導下，專攻腹腔外科，並以優秀的成績畢業。參見寺澤醫院任職期間的高品龍一。
在早期的中譯單行本中，高品龍一的名字被翻成「高仁」。
朝倉雄吾
學生時期就讀西海大學醫學院，就學期間就決定專攻腦外科，畢業後任職於西海大學醫院擔任腦外科副教授。與高品同是就讀西海大學醫學院期間的同學。
曾發表應用胎兒未發育成熟的腦組織治療腦疾病患者的研究而受到注目，後因面臨自己未出生的小孩需墮胎而陷入是否捐出胎兒的掙扎，所幸小孩最後被Kazuya及高品聯手救回並平安生產，使得朝倉第一次感受到生命的莊嚴，瞭解到任何的生命都不應該被犧牲。後因告發同系教授與器官買賣組織勾結情事而失去升遷機會，最終離職前往美國尋求發展。參見古威德財團時期的朝倉雄吾。
在早期的中譯單行本中，朝倉雄吾的名字被翻成「劉朝倉」。
塚原文江
高品龍一就讀西海大學醫學院期間的第一外科助教，也是大高品四歲的學姐，更是高品的初戀情人。因欣賞高品認真求學的態度，經常以一對一教學的方式，引導高品進入自己擅長的腹腔外科領域。具有亮麗的外型而常被誤認為出身良好，實則雙親均已過逝而獨自一個人過活。高品在即將自醫學院畢業前夕曾向其求婚，但隨即經由自我診斷發現自己罹患保羅曼胃癌第三期(Borrmann Type.Ⅲ)，逝世時年僅29歲。
在早期的中譯單行本中，塚原文江的名字被翻成「江媛」。

### 城南大學
大河內秀正
城南大學先代校長，曾委託Kazuya進行手術，卻暗中以不法手段欲取得移植用的臟器。死於心肌梗塞。
在早期的中譯單行本中，大河內秀正的名字被翻成「何秀正」。
大河內隼人
城南大學繼任校長，認為是Kazuya害死大河內秀正而欲報仇。
在早期的中譯單行本中，大河內隼人的名字被翻成「何隼人」。
橋爪雄仁
城南大學校長的保鑣，平常為黑西裝打扮，因認為是Kazuya害死大河內秀正而欲找他報仇。
在早期的中譯單行本中，橋爪雄仁的名字被翻成「李橋」。

### 寺澤醫院
本作主要角色高品龍一最初任職的醫院，Kazuya經常出入此地，並常借用其手術室。
寺澤大介
寺澤醫院院長，其名字源自同一出版社講談社的漫畫將太的壽司作者寺澤大介的名字。
高品龍一
寺澤醫院主治醫師，擅長腹腔外科，與Kazuya認識後受其影響，手術技術日益精進，曾被寺澤院長拔濯為手術室長，後因院內感染事故引疚辭職，自行開設高品診療所。參見高品診療所時期的高品龍一。
齊藤淳子
寺澤醫院護士，雖然年輕但是精明幹練，深得醫護及病患的信賴。曾一度抱怨寺澤醫院的待遇而想另謀他就。與高品同一時期離開寺澤醫院，加入由高品開設的診療所。參見高品診療所時期的齊藤淳子。
在早期的中譯單行本中，齊藤淳子的名字被翻成「齊淳淳」。
谷岡修二
寺澤醫院主治醫師，擅長腦外科，為高品的前輩。
在早期的中譯單行本中，谷岡修二的名字被翻成「谷岡」。

### 齋楓會醫院
本作主要角色之一，七瀨惠美所任職的醫院，Kazuya經常前往此地探訪七瀨。曾發生其院長(姓名不詳)與器官買賣組織勾結、副院長中條與城南大學串通陷害Kazuya等事，並均被移送法辦。
中條巧造
曾任齋楓會醫院副院長，畢業於城南大學，受城南大學新任校長大河内隼人之命，暗中陷害Kazuya使其手術失敗，並脅迫事後知道真相的七瀨惠美不得將此事說出去。
在早期的中譯單行本中，中條巧造的名字被翻成「蘇文」。
七瀨惠美(ななせ　めぐみ)
本作主要角色之一，Kazuya的友人，年紀輕輕即擔任齋楓會醫院外科主任，擅長腹腔外科，擁有極佳的醫術。因其主治的胃癌病患要求Kazuya動手術而與Kazuya認識，曾親眼見證Kazuya高超的手術技巧，因此寧願犧牲自己也要救治受重傷的Kazuya。Kazuya感念其心意，亦親自為顏面遭灼傷的七瀨進行手術，使其回復原先的面貌，兩人因此事而互有好感，其後亦常往來。
曾因真田武志的陰謀而對自己的醫術感到絕望，後在Kazuya的鼓勵下重新振作。
在Kazuya罹癌接受手術並痊癒後，曾對Kazuya表達強烈的愛意卻遭拒，決定於Kazuya家入宿一晚以說服Kazuya，因而認識了曾經為Kazuya父親一堡的患者木村千繪，瞭解到千繪也曾對一堡表達愛意之事。在當晚千繪急病發作時，做為Kazuya的助手緊急為她進行手術，手術中感受到不必言語也能瞭解彼此想法的默契，而後欣然接受了與Kazuya同為醫道上夥伴的關係。
在早期的中譯單行本中，七瀨惠美的名字被翻成「劉惠美」。
反町
齋楓會醫院外科醫師，七瀨的部下，具有熱切的醫道心腸，在發生醫院院長勾結器官買賣組織事件時，為奪回病患被該組織切除的腎臟時不幸遇刺身亡，但該病患也因此才能得救。
在早期的中譯單行本中，反町(名不詳)的名字被翻成「小丁」。

### 大垣診療所
由Kazuya的學長大垣蓮次所開設的診療所，Kazuya經常前來此地探訪，有時也會協助大垣在診療所內對病患進行會診及手術。診療所內具有可執行手術的充份設備，於緊急時亦有安排可臨時支援的護士。
大垣蓮次
Kazuya在帝都大學醫學院就讀期間的學長，有「魔鬼士官長」(鬼の軍曹)的稱號，為人雖然嚴厲但是非常照顧Kazuya。其後雖一度對醫學失望而離開醫院，自行開設診療所，並沉迷於酒精及賭馬，但後來重新振作，開始認真經營診療所，並依Kazuya的建議，不惜借錢擴充了診療所的設備，包括一間手術室。其後認識年齡小他許多的潼村佐知子並結婚，婚後育有一女。
在《無敵怪醫K2》連載時已是51歲，與家人住在東京市文京區，並已回到帝都大學醫學院擔任第一外科教授(即柳川慎一郎先前的職位)。曾一度因為對視為自己親弟弟一般的Kazuya的偏愛，而對神代一人有所意見，但在見到神代一人及他對病患所施行的急救措施後，對他印象改觀並相當欣賞這位Kazuya的繼任者。
在早期的中譯單行本中，大垣蓮次的名字被翻成「丁大垣」。
大垣佐知子(舊姓潼村)
18歲時與大垣相識於高爾夫球場，其父親潼村慎(于龍)是潼村醫療機器公司負責人。因欣賞大垣的為人而不計較與其年齡的差異，同時也為感謝他使父親的公司免於醫療事故的糾紛，而決定嫁給大垣，之後並開始護理人員的相關進修。與大垣育有一女。
在早期的中譯單行本中，大垣佐知子的名字被翻成「丁莎琪」，未結婚前的舊姓潼村被翻成「于」。

### 高品診療所
高品龍一與齊藤淳子於離開寺澤醫院後開設的醫院，Kazuya經常前往此地探訪，位於某商業辦公區大樓的二樓(一樓為フラウー美容室)。雖然診療所的招牌寫例假日休，但實際上為全年無休。曾一度面臨大樓要拆掉改建的狀況，後因大樓業主賞識高品龍一的人品，決定不拆除。
高品龍一
高品診療所主治醫師，雖擅於腹腔外科，但因開設診療所之故，高品實際上是做著全能醫師的醫療工作。
齊藤淳子
高品診療所護士，於高品龍一離開寺澤醫院時選擇一起離職，並幫忙墊付高品診療所開業時資金。不僅是高品的得力助手，日後更接受了高品的求婚。
喬治‧竹森
日裔美國人，在古威德財團所屬醫學研究中心，進行對癌症的遺傳因子學療法相關研究，在朝倉雄吾的建議及安排下，前往日本的高品診療所擔任駐診醫師。原本認為在第一線的醫療工作對自己的研究完全沒有幫助而自認受到朝倉的欺騙，後在與Kazuya一同急救心臟休克的病患時，藉由實際親自救治病患而終於體會了朝倉的苦心。為高品診療所導入病歷資料的電腦化。曾與父親不合，後和解。曾提及自己有一位六歲的姪女(潔兒)。

### 日本醫師連合會
佐嶋忠
日本醫師連合會理事長，曾與Kazuya一行人前往印度尋找羅亞拉，卻於途中心臟病發導致心跳停止，而被恰巧出現的羅亞拉所救。
在早期的中譯單行本中，佐嶋忠的名字被翻譯為「左鳴忠」。

### 日本三田財團
岩下重志朗
三田財團總裁，因罹患重病而接受Kazuya的治療以延續生命，但最終仍不敵高齡因素病逝。
在早期的中譯單行本中，岩下重志朗的名字被翻成「嚴志朗」。
岩下貞夫
三田財團副總裁，岩下重志郎之弟，在重志朗罹病期間雇用真田武志為其主治醫師，實則欲使其兄死於醫療事故但被Kazuya識破，真田武志遭岩下貞夫完美切割而背罪坐牢。在其兄過世後接任三田集團總裁，並進一步進軍政界。參見政界時期的岩下貞夫。
在早期的中譯單行本中，岩下貞夫的名字被翻成「嚴貞夫」。

### 德國海德堡大學
凱薩(ウィルヘルム・カイザー)
海德堡大學(ハイデルベルグ大学)醫學部第二外科教授暨醫學博士，於任職期間發明凱薩式人工肝臟W.H.C.Ⅱ，並已實際運用山羊進行動物試驗。本身則罹患嚴重的肝病，便委託Kazuya為其進行人工肝臟移植手術的人體試驗。
科爾多‧德斯(フェルデナンド・レーゲンス)
畢業於德國愛因柏林大學醫學院，是凱薩在海德堡大學醫學院的同事，因高超的手術技巧而具有「神之左手」的稱號。在自知死期將近時為了與Kazuya一決勝負而來到日本，並安排了手術競賽，其手術技巧超越Kazuya及凱薩。後因病逝世，享年30歲。

### 美國古威德財團
美國數一數二的醫療財團，其總部位於落杉磯。
凱比‧古威德
古威德財團總裁，平時喜歡做流浪漢打扮於街上閒逛，某次受到了嚴重的車禍傷時被朝倉所救，在調查過朝倉的背景後決定請他擔任古威德財團所屬醫療機構的腦外科教授，並在自己即將隱退時推薦朝倉擔任繼任的總裁。
朝倉雄吾
朝倉離開西海大學後前往美國，於吉普生醫院擔任醫師，因救治了凱比，古威德而受到其賞識，被聘為古威德財團的腦外科權威，由其所領導的位於洛杉磯的研究中心，有數以百計的研究人員為其進行阿爾哈瑪病的治療及預防研究。其後更進一步擔任古威德財團的副總裁，並在凱比隱退後接任總裁，期間並持續兼任醫生的工作。
卡特‧弗多曼(カート・フェルドマン)
畢業於美國耶魯大學，古威德財團的顧問律師。為使kazuya能留在洛杉磯擔任古威德即將成立的人工臟器研究所所長，動用了與白宮的關係取得美國總統的親筆信，排除美國出入境管理局的刁難，為Kazuya取得工作簽證。後因直升機事故身受重傷時，也寧願犧牲自己而不願見到Kazuya違法為他動手術，否則將會本著律師的職責告發Kazuya。

### 軍警界
沙迪‧布朗
美國海軍驅逐艦「女王號」艦長，Kazuya以前滯美時的舊識，曾在無麻醉情況下忍受劇痛接受Kazuya的手術治療，而令Kazuya印象深刻。也因為這個交情使Kazuya於女王號在海上失聯時，答應美方登艦救援。而後在進行太空手術計劃時，便是由沙迪‧布朗所屬的美國海軍推動美蘇合作，並在若德艦長的妻子赴美接受治療時，當面向她表達對若德艦長的謝意。
若德(ロフノフスキ)艦長
蘇聯核子動力潛艇艦長兼海軍上尉。在女王號事件時曾幫助Kazuya及女王號全艦官兵。也因為這個交情，在若德艦長因妻子罹患重病而寫信向Kazuya求助時，Kazuya看完信後就不顧一切地飛往蘇俄會見若德。
岩動瀧造
本作主要角色之一，Kazuya的友人。平時在萬代寺擔任住持，但同時也是一名法醫，具有優秀的鑑識能力。
在早期的中譯單行本中，岩動瀧造的名字被翻成「顏龍造」。
黑松丈助(介)
隸屬於日本警視廳的警視。曾因懷疑Kazuya為密醫從事不法醫療，而使計欲使其再也無法行醫，後反被Kazuya所救而改變了看法。平時嫉惡如仇，具有強烈的正義感。

### 政界
岩下貞夫

### 黑道
縞斑久造
在早期的中譯單行本中，縞斑久造的名字被翻成「高斑」。
高田浩次
在早期的中譯單行本中，高田浩次的名字被翻成「高雄」。

### 運動界
大谷定久
奧運排球國手，同時也是Kazuya的國中、高中同學。在一次意外事故中右前腕部遭電車輾斷，在接受Kazuya的接合手術後得以重新回到排球場。
在早期的中譯單行本中，大谷定久的名字被翻成「谷定」。
大谷辰美
大谷定久之弟，田徑100公尺短跑好手。
在早期的中譯單行本中，大谷辰美的名字被翻成「谷辰」。
織田義彥
F1賽車界的日本新銳，有「天才」的稱號，以前曾經開車載送Kazuya趕往醫院動緊急手術。在法國比賽前夕因意外而導致眼角膜被高熱的蒸氣燙傷，後接受Kazuya的眼角膜移植手術而得以重新回到了賽車場。
在早期的中譯單行本中，織田義彥的名字被翻成「田彥」。
阿拉‧撒爾(アラン・シャペル)
F1賽車界的好手，有「皇帝」的稱號，總優勝場次30場以上，相當欣賞織田那不要命般的跑法。在義大利之戰的第10回合賽事中因意外喪生，在臨死前留下遺言，將眼角膜捐贈給了織田。
杉田修一
大谷辰美於田徑百公尺短跑上的競爭對手。
在早期的中譯單行本中，杉田修一的名字被翻成「田修一」。
嚴氏一家
Kazuya為嚴駿治療腳部疾病時所認識，嚴家為運動世家，嚴駿的父親嚴力曾為奧運舉重金牌，認為靠根性就能克服一切問題。
高場雅竹
日本綜合格鬥技重量級選手，同時也是日本健美界排名前十的選手。與進行術後復健的Kazuya認識於森河運動俱樂部。因格鬥技與健美的身體脂肪層鍛練方式剛好相反，在聽從Kazuya的勸告後，決定專心在健美上而獲致成功。

### 藝能界
中島ナオミ
原本是極為普通的偶像歌手，在聲音改變後迅速竄紅，而受到廣大支持，連高品都是她的歌迷。後被診斷出罹患惡性的聲帶腫瘍，因懼怕手術後聲音可能改變甚至失去聲音，而拒絕接受手術，決定即便會死也要繼續為支持她的歌迷唱歌。後被Kazuya強制送進手術室進行腫瘍摘除手術，因術後聲音未改變而且還能繼續唱歌，而非常感激Kazuya。
在早期的中譯單行本中，中島ナオミ的名字被翻成「侯麗心」。
末松信次
反派演員常客，雖擁有兇惡的外表卻因心地過於善良，而總是無法演好反派的角色。後因腦動靜脈畸形症發作導致性格異常，反而因此演活了劇中角色，從新秀一躍成為炙手可熱的性格巨星。在得知自己罹病時正值演藝生涯的轉捩點(擔任黑岩導演的新片《龍馬》的第二男主角近藤勇)而不願接受手術。後在其妻子鈴江的協助下，由大垣及Kazuya瞞著他私下為其進行手術。在認為自己尚未接受手術的情況下在戲中表現出無懈可擊的演技，因此瞭解到不靠疾病也能演活劇中角色，而成為了一名真正的演技派巨星。
在早期的中譯單行本中，末松信次的名字被翻成「周仁川」，鈴江的名字被翻成「水鈴」。
茵茵‧若德(イリナ・ロフノフスキ)
前蘇聯世界級國寶女芭蕾舞舞蹈家，亦是洛夫諾夫斯基(若德)艦長的妻子。曾罹患嚴重疾病接受過Kazuya的手術，術後恢復情況良好，之後於美國卡奈基戲院舉辦復出後的第一次公演，美國總統、蘇聯總書記、Kazuya及其好友朝倉雄吾都受邀擔任貴賓。
東山傳幸
有「人間國寶」的稱號，是擁有200年歷史的東山流門主，亦是日本舞蹈界總帥。曾罹患心室瘤，請Kazuya為其執刀進行心臟手術，術後恢復情況良好。一生未娶，但有許多的妾及子女。
森山千夏
作詞作曲都擅長的才女，每次開演唱會都大爆滿的玉女偶像歌手，其CM及寫真集推出也都造成轟動。因經常行程滿檔而且需面對不斷出現新對手的壓力而罹患疾病，接受過Kazuya及高品龍一的治療。
曾賀健三、石川直也
日本JAPAN交響樂團(簡稱J響)創立於1930年，其傳統、格調及實力，為日本文化交響樂團的象徵。曾賀為J響首席鋼琴師，同時也是帝都藝術大學教授。於某次鋼琴師甄選會場認識當時才16歲的石川直也，認為其資質為天才級，但實力尚未完全發揮。

### 料理界
小林祐司

### 校園
文京大學
Kazuya曾替文京大學橄欖球隊的教練沖田孝動過腹部大動脈瘤手術。其弟沖田圭次為同隊外側前衛，為主力球員。全隊以奪得二軍聯賽冠軍為目標。
山西高校
幕之內工業高級學校
加奈高級中學
Kazuya於無敵怪醫單行本最後所待的學校，於該校擔任校醫的工作。

### 其它
木村千繪
30年前罹患頸椎骨動脈血栓症，接受Kazuya的父親一堡的治療並愛慕著一堡。30年後因血栓症復發，由Kazuya代替已逝的父親接手治療，現已痊癒。同意替Kazuya管理一堡晚年所住的房子，並照顧Kazuya居住期間的飲食起居，視Kazuya如己出。
在早期的中譯單行本中，木村千繪的名字被翻成「林貞惠」。
天狼星
原為山林野犬，因頗通人性而被Kazuya暫時收養，後由七瀨惠美正式領養，並已注射狂犬病疫苗。具有靈敏的嗅覺。
羅亞拉(ロシャ・ラム)
出身於印度的奇人，有「心靈治療師」的稱號，能自由控制雙手發出強烈的電流，在不需除顫器的情況下即可為心臟麻痺患者進行電擊，使其回復心跳。後由Kazuya及柳川慎一郎聯手解開其雙手放電的秘密。

## 備註
1.《無敵怪醫》中譯單行本第1～21集發行期間，書中日本人角色名字因當時台灣法令限制，而多被翻成華人姓名，後漸漸更正改用原名，至第22集時已完全採日文原名。

2.《無敵怪醫》作者真船一雄於作品連載期間，與講談社其它同時期連載的漫畫家多所交情，如第一神拳作者森川讓次、將太的壽司作者寺澤大介等。因而在《無敵怪醫》漫畫裡亦常看到這些作者的名字或身影，如幕之內工業學校篇的角色名字即借用了森川夫婦的名字、寺澤醫院院長的名字則借用了寺澤大介的名字等。而功夫旋風兒的作者蛭田達也也曾讓Kazuya出現於其作品中(音響美篇)。

3.《無敵怪醫》裡關於高品龍一的資料為1962年4月30日生，與朝倉雄吾為同期生，但與kazuya為同期生的大谷定久、香田直一、磨毛保則等人則幾乎都是1963～1964年生，而真田徹郎(TETSU)亦為1964年生，因此在作品裡雖然看不出來，但高品之實際年齡應比Kazuya及TETSU年長。

4.《無敵怪醫》裡齋楓會總合病院副院長中條巧造(蘇文)與高品龍一的生日同為04月30日。此外，早期的中譯單行本裡標示中條的出生年為1928年應為誤植，實際上指的應該是昭和28年(西元1953年)。
5.《無敵怪醫》裡，Kazuya於八歲時因愛犬的過世，使Kazuya永遠記得兩件事，一個是身為醫者，應隨時攜帶醫療器具，二是病患永遠不會等你。巧合的是，在《無敵怪醫K2》裡，一也(Kazuya的分身)九歲時也因愛犬亂丸的過世、及之後反而替殺害亂丸的熊做了縫合手術，而因此踏出了成為Dr.K的第一步。